# Oxeoschistus protogenia
Oxeoschistus protogenia är en fjärilsart som beskrevs av William Chapman Hewitson 1861. Oxeoschistus protogenia ingår i släktet Oxeoschistus och familjen praktfjärilar. Inga underarter finns listade i Catalogue of Life.